# Yıprak, Dinar
Yıprak là một thị trấn thuộc huyện Dinar, tỉnh Afyonkarahisar, Thổ Nhĩ Kỳ. Dân số thời điểm năm 2011 là 1.978 người.